# La Maison du juge (téléfilm, 1969)
Cet article concerne le téléfilm. Pour le roman policier, voir La Maison du juge.
Pour plus de détails, voir Fiche technique et Distribution.
La Maison du juge est un téléfilm français réalisé par René Lucot, qui fait partie de la série Les Enquêtes du commissaire Maigret, d'après le roman homonyme de Georges Simenon. Il a été adapté par Jacques Rémy et Claude Barma. La première diffusion date du 1er février 1969 ; l'épisode, d'une durée de 84 minutes, est en noir et blanc.

## Synopsis
Alerté par Didine, une femme âgée qui passe son temps à surveiller la maison voisine appartenant à un ancien juge, ce dernier est surpris par le commissaire Maigret alors qu'il est en train de trainer le corps sur la plage de l'Aiguillon. Le premier suspect s'explique et convainc le commissaire qu'il n'est pas le responsable de ce meurtre. Maigret se tourne alors vers les habitants de ce petit village de Vendée où il a été muté. Avec l'aide de Didine, une vieille commère à la langue bien pendue et à la vivacité étonnante, il découvre progressivement des indices dans le passé de la famille Forlacroix..

## Fiche technique
- Titre : La Maison du juge
- Réalisation : René Lucot
- Adaptation : Claude Barma et Jacques Rémy
- Dialogues : Jacques Rémy
- Musique : Raymond Bernard
- Directeur de la photographie : Gilbert Sandoz
- Cadreurs : Claude Porcher, Maurice Venier, Jacques Weber
- Ingénieur du son : Jacques Piétri
- Décors : Michel Janiaud
- Assistant décorateur : Jacques Maestro
- Ensemblier : Michel Cadiou
- Chef de production : Wladimir Mansiarow
- Documentation sonore : Christian Londe
- Montage : Andrée Lemaire et Michel Nezick
- Illustration sonore : Léon Nerville
- Mixage : Jacques Bonpunt
- Assistants réalisateur : Gérard Boulouys et Daniel Martineau
- Script-girl : Renée Kammerscheit

## Distribution
- Jean Richard : Commissaire Maigret
- Jeanne Pérez : Didine
- Pierre Valde : Forlacroix
- Jean-José Fleury : inspecteur Méjat
- Guy Daumoy : Albert
- Marcel Auger : Marcel Airaud
- Béatrice Belthoise : Thérèse
- Élisabeth Duché : Lise Forlacroix
- André Dumas : le juge d'instruction
- Roger Bontemps : le procureur
- Paul Rieger : l’avocat (comme Pierre Rieger)
- Raymond Danjou : docteur Brénéol
- Henry Floréal : Van Us-Schen
- Jacqueline Pierreux : Valentine
- Michel Ferrand : le patron du café
- Henriette Marion : Mademoiselle Dochet
- Dominique Delpierre : Leslie
- Pierre Arlaud : le valet
- Philippe Chauveau : le lieutenant de gendarmerie
- Gérard Guepratte : le policier
- Lina Roxa : la femme de ménage
- Martin Trévières : Polyte
- Claudine Berg : l’infirmière
- Georges Lucas : un gendarme (comme Georges Luces)
- Robert Blome : le patron d’hôtel
- Albert Harivel : un consommateur au café de l’hôtel (non crédité)